# 오트코르스주의 아롱디스망

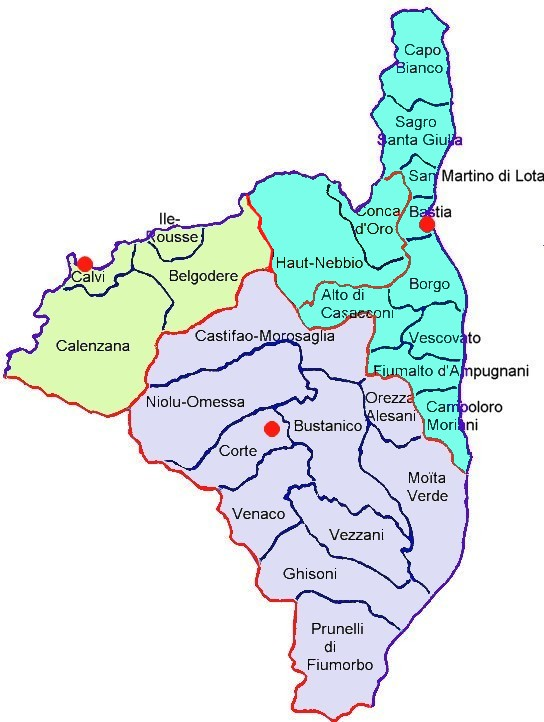
오트코르스 주의 3개 아롱디스망

오트코르스주의 아롱디스망에는 총 3개가 있다.
- 바스티아 아롱디스망 (오트코르스 주의 주도 : 바스티아)은 7개의 캉통과 27개의 코뮌이 속해 있다.
- 코르트 아롱디스망 (준주도 : 코르트)은 6개의 캉통과 158개의 코뮌이 속해 있다.
- 칼비 아롱디스망 (준주도 : 칼비)은 5개의 캉통과 51개의 코뮌이 속해 있다.

## 역사
- 1790년 : 코르시카 주 설치
- 1793년 : 코르시카 주를 두 개의 주로 분할, 지금의 오트코르스에 해당하는 골로 주에는 디스트리크가 바스티아, 칼비, 코르트로 총 3개가 설치됨
- 1800년 : 아롱디스망 설치 - 바스티아, 칼비, 코르트
- 1811년 : 골로 주 폐지, 코르시카 주 복구
- 1976년 : 오트코르스 주 설치 - 바스티아, 칼비, 코르트